# Oramia occidentalis
Oramia occidentalis är en spindelart som först beskrevs av Marples 1959.  Oramia occidentalis ingår i släktet Oramia och familjen trattspindlar. Inga underarter finns listade i Catalogue of Life.